# Lepadella oblonga
Lepadella oblonga är en hjuldjursart som först beskrevs av Ehrenberg 1834.  Lepadella oblonga ingår i släktet Lepadella, och familjen Lepadellidae. Arten är reproducerande i Sverige.